# Milagros (Loja)
Milagros ist eine Ortschaft und eine Parroquia rural („ländliches Kirchspiel“) im Kanton Pindal der ecuadorianischen Provinz Loja. Die Parroquia besitzt eine Fläche von 90,69 km². Die Einwohnerzahl wurde für das Jahr 2020 auf 2982 geschätzt.

## Lage
Die Parroquia Milagros liegt am Westrand der Anden im Südwesten von Ecuador, etwa 20 km von der peruanischen Grenze entfernt. Das Gebiet liegt in Höhen zwischen 380 m und 1282 m. Der Río Alamor fließt entlang der südöstlichen Verwaltungsgrenze nach Südwesten. Quer durch das Verwaltungsgebiet verläuft in SW-NO-Richtung ein Höhenkamm, der die Einzugsgebiete von Río Puyango im Nordwesten und Río Chira im Südosten trennt. Der etwa 800 m hoch gelegene Hauptort Milagros befindet sich knapp 5 km westlich vom Kantonshauptort Pindal.
Die Parroquia Milagros grenzt im Südosten an die Parroquia Pindal, im Süden an die Parroquia Sabanilla (Kanton Celica), im Südwesten an die Parroquia Paletillas (Kanton Zapotillo), im Nordwesten an die Parroquia El Limo (Kanton Puyango) sowie im Nordosten an die Parroquia 12 de Diciembre.

## Orte und Siedlungen
In der Parroquia gibt es neben dem Hauptort Milagros noch 40 Barrios: Angosturas, Bella María, Bellavista Alto, Bellavista Bajo, Cerro de Guando, Cerro de Milagros, Conventos, El Ceibo, El Guando, El Higueron, El Huasimo, El Morlaco, El Overal, El Toto, El Triunfo, Guajalanche, Guyabal, Heroes del Cenepa, Higueroncitos, La Esperancita, La Florida, La Soleded, La Tuna, La Peñas, Las Villas, Limoncillo, Los Almendros, Mosquerales, Naranjito, Organos Alto, Organos Bajo, Panecillo, Pueblo Nuevo, Rayitos de Luz, San Martín, Santa Marianita, Santiaguillo, Tacuri, Totumos und Unión Lojana.

## Geschichte
Milagros war anfangs ein Barrio in der Parroquia Pindal. Die Parroquia Milagros wurde am 25. August 2011 gegründet. Sie umfasst das westlich des Río Alamor gelegene Gebiet, das zuvor zur Parroquia Pindal gehörte. Mit der Parroquia Milagros erhöhte sich die Gesamtanzahl an Parroquias rurales der Provinz Loja auf 77.